# Andy Kilner
Andy Kilner (Bolton, 11 ottobre 1966) è un allenatore di calcio ed ex calciatore inglese, di ruolo attaccante.

## Carriera

### Giocatore

#### Club
Kilner cominciò la carriera con la maglia del Burnley, per cui giocò 5 partite nella Fourth Division 1985-1986. Passò poi agli svedesi dello Halmia, prima di fare ritorno in patria, nelle file dello Hyde United. Giocò poi per l'Altrincham e per lo Jonsered, prima di accordarsi con lo Stockport County. Quest'ultimo club, lo cedette in prestito al Rochdale e poi a titolo definitivo al Bury. Nel 1993 vestì la casacca del Witton Albion e nel 1994 quella dei norvegesi del Fredrikistad, formazione all'epoca militante nella 2. divisjon.
Kilner realizzò 15 reti in campionato, diventando il miglior marcatore della squadra. Questo non bastò però per far raggiungere la promozione al Fredrikistad, che concluse la stagione con un punto in meno del Sarpsborg capolista. Il club norvegese avrebbe voluto tenere in squadra l'attaccante, ma fu impossibile a causa delle difficoltà finanziarie della società. Tornò così in Inghilterra e rimase in forza al Radcliffe Borough fino al 1997.

### Allenatore
Terminata l'attività agonistica, fu allenatore dello Stockport County dal 1999 al 2001, quando il club militava nella First Division. Conclusa questa esperienza, entrò nello staff tecnico di Howard Wilkinson al Sunderland. Rimase con questo incarico anche quando Mick McCarthy diventò allenatore dei Black Cats e lo seguì poi al Wolverhampton.